# Elias Pieter van Bommel

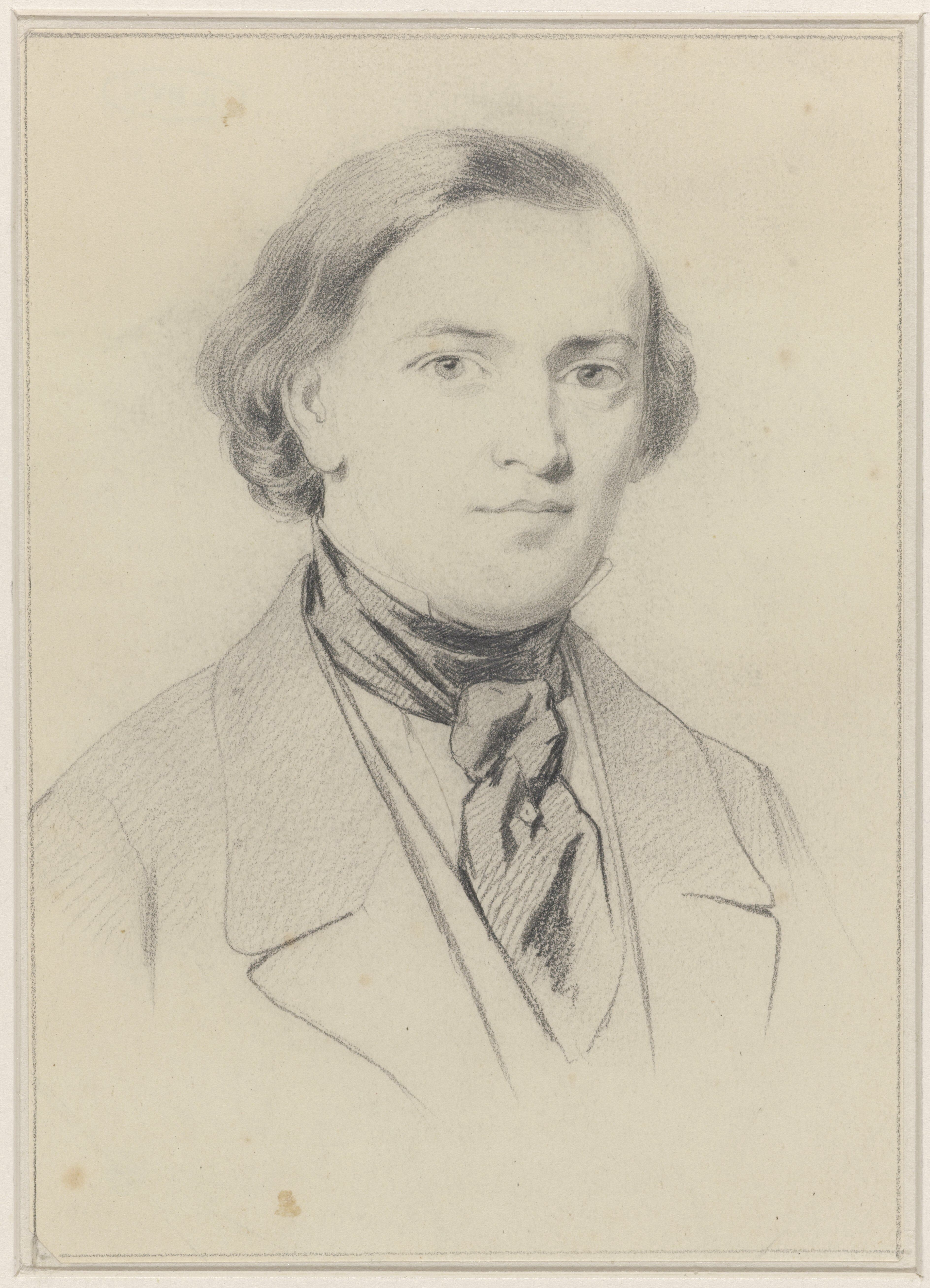
Elias Pieter van Bommel, door Markus Calisch, Rijksmuseum.

Elias Pieter van Bommel (Amsterdam, 26 januari 1819 – Wenen, 2 juni 1890) was een Nederlands kunstschilder. Hij werd vooral bekend door zijn romantische stadsgezichten.

## Leven en werk
Van Bommel studeerde aan de Rijksacademie Amsterdam en bij de landschapschilder Andries Roth. Hij werkte in de stijl van de romantiek. Onder invloed van Roth schilderde hij aanvankelijk ook zelf vooral landschappen. Ook maakte hij rivier- en strandgezichten. In jaren 1850 schakelde hij echter over op verfijnd uitgewerkte stadsgezichten, doorgaans met veel drukte en levendigheid, met veel gevoel voor monumentaliteit. Diverse van zijn werken hebben ook geschiedkundige waarde, met name ook door de gedetailleerde en betrouwbare wijze waarop hij historische panden en gebouwen weergaf.
Van Bommel schilderde door heel Nederland, onder andere in Amsterdam, waar hij woonde, Rotterdam, Dordrecht, Scheveningen, Vlissingen en Hoorn. Ook maakte hij uitgebreide studiereizen door België, Duitsland, Frankrijk (Parijs), Hongarije en Italië. Hij overleed in 1890 te Wenen, waar hij zich aan het einde van zijn leven had gevestigd, 71 jaar oud.
Van Bommel was de leermeester van Jan David Geerling Grootveld. Diverse van zijn werken bevinden zich in de collectie van het Stadsarchief Amsterdam. Op veilingen brengen zijn schilderijen tegenwoordig tienduizenden euro's op.

## Galerij

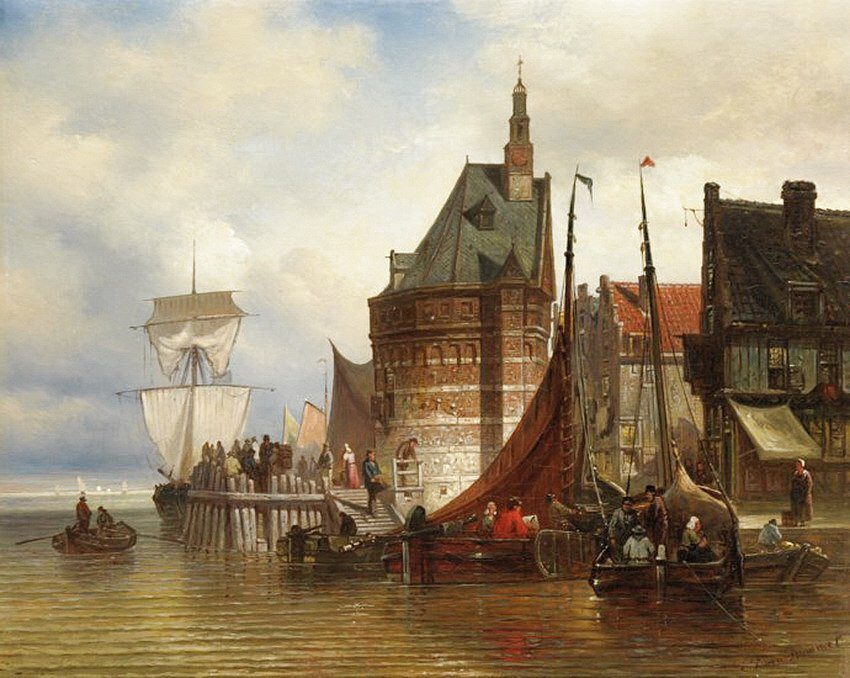
Afgemeerde schepen bij de hoofdtoren van Hoorn
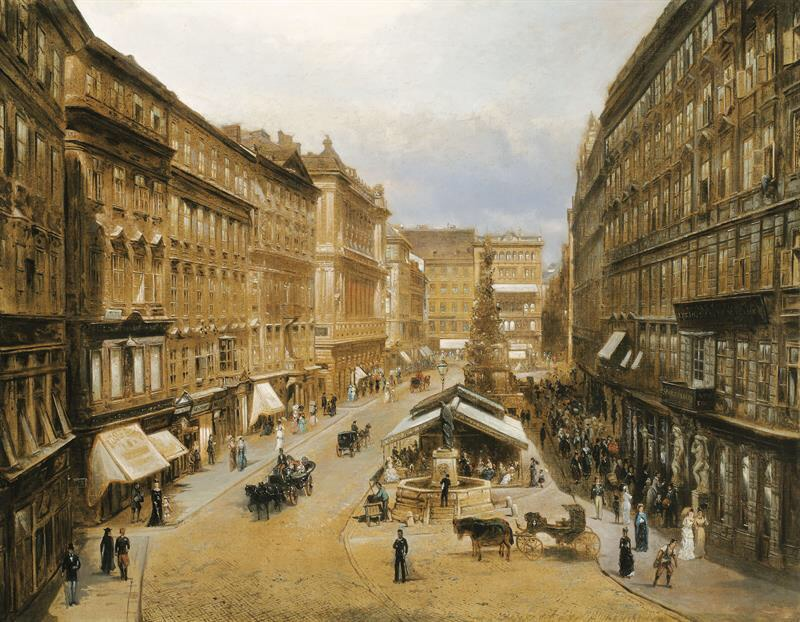
Am Graben in Wien
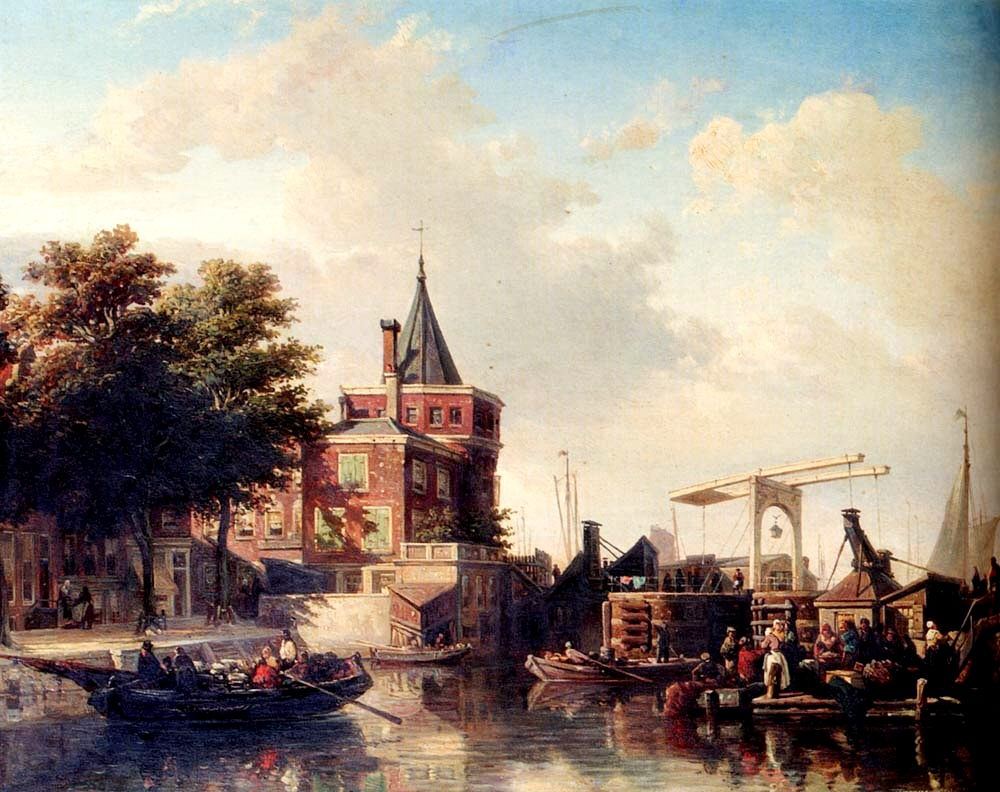
Gezicht op de Schreierstoren, Amsterdam, zomer
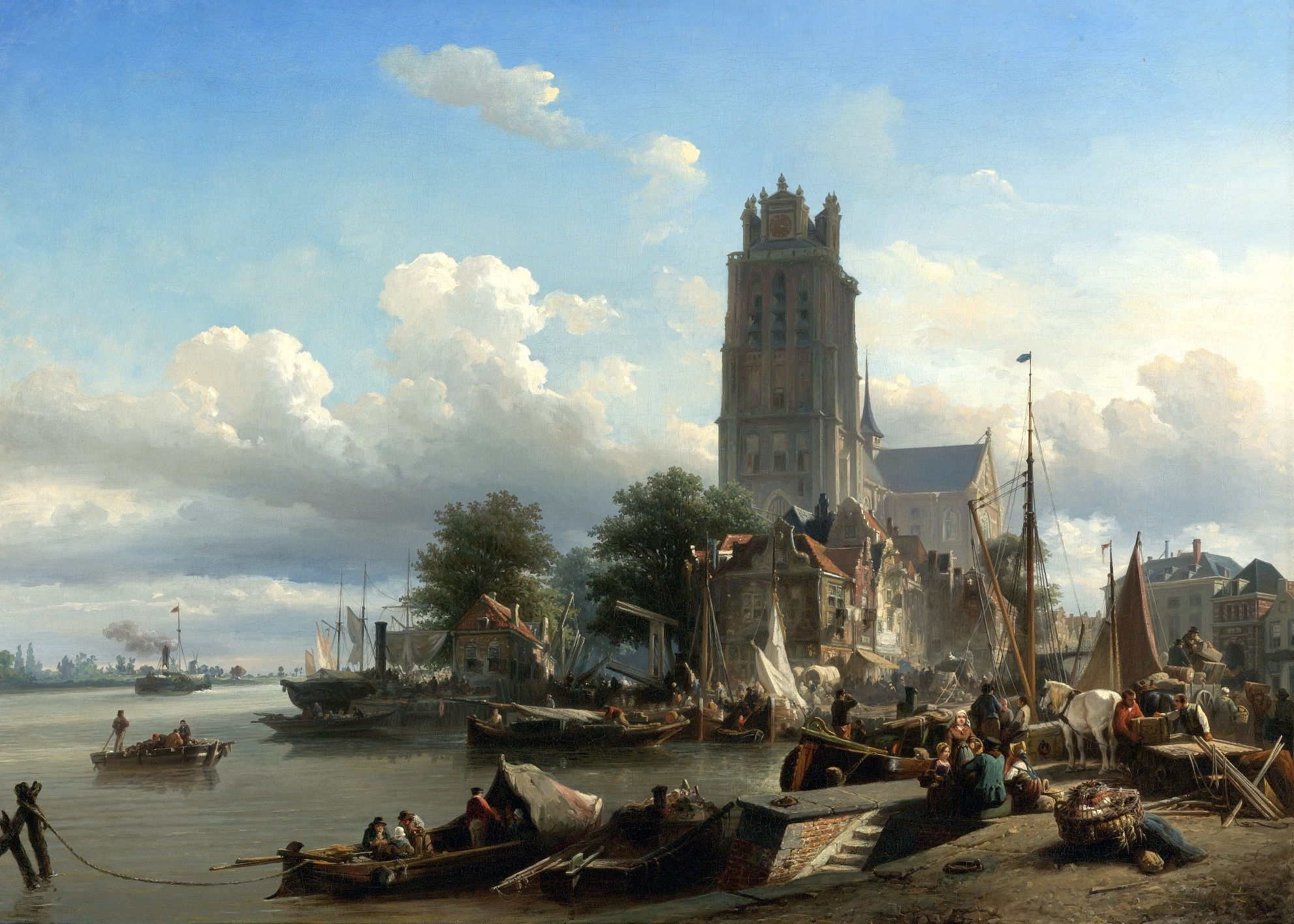
Een drukke haven met koopmannen die hun goederen lossen (Dordrecht)
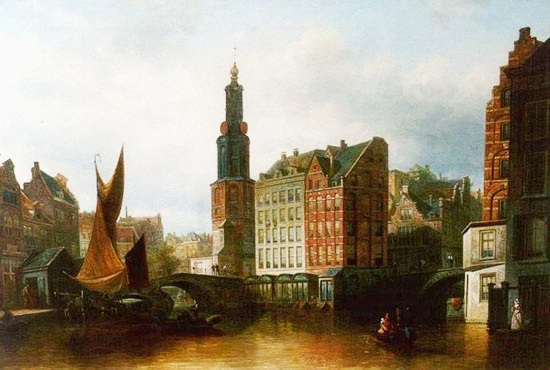
Gezicht op de Munttoren, Amsterdam
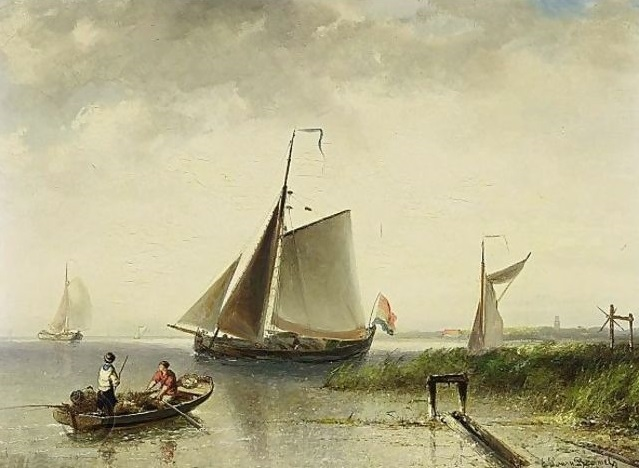
Hollands riviergezicht
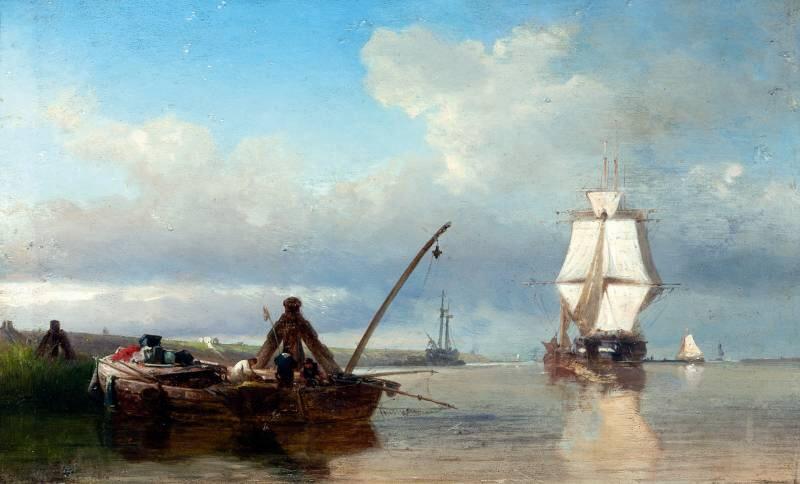
Het Oosterdok bij Amsterdam
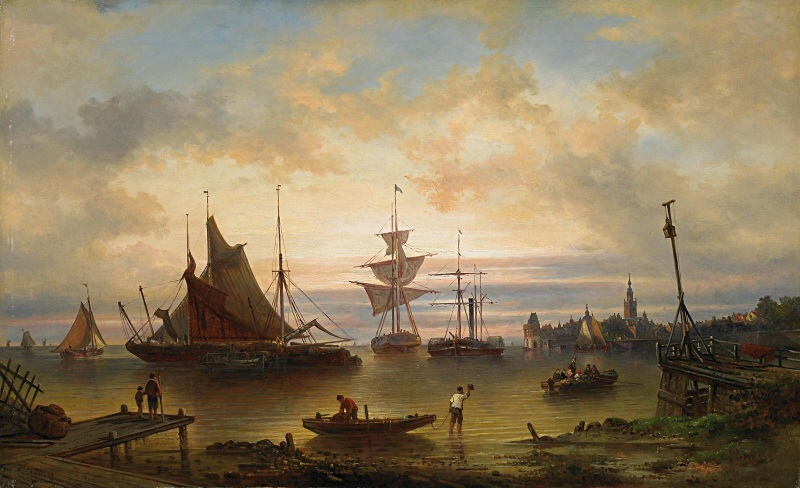
Belgisch havenstadje